# Joachim Franze
Joachim Franze (19 de Janeiro de 1918 - 19 de Março de 1984) foi um comandante de U-Boot que serviu na Kriegsmarine durante a Segunda Guerra Mundial.